# Фетлер, Роберт Андреевич
Фетлер Роберт Андреевич (1892—1941) — баптистский пресвитер и миссионер. Редактор журнала «Благовестник». Младший брат Вильгельма Фетлера.

## Юность
Роберт Фетлер родился и вырос в семье баптистского пастора Андрейса Фетлерса в городе Тукумс, в ста километрах от Риги. Ещё в юности Роберт принял крещение по вере. В 1909 году 17-летний Роберт уехал в Санкт-Петербург, где его старший брат Вильгельм Фетлер служил благовестником в общине баптистов. Через два года Роберта направили в Англию, в Библейский колледж имени Сперджена, где раньше учился и старший брат. Окончив колледж в 1915 году (во время Первой мировой войны), Роберт вернулся Россию, в бывший Санкт-Петербург, переименованный по случаю войны с немцами в Петроград.
Его старший брат к этому времени за миссионерскую работу был выслан из России. Он уехал в Англию. А Роберт, находясь в Петрограде, стал служить в общине Дома Евангелия, основанной братом.
Осенью 1916 года Роберт был сослан за миссионерство в отдаленный район Якутии. Ехал он туда без конвоя, останавливаясь в городах, где были баптистские общины. К февралю 1917 года, когда произошла февральская революция, он доехал до Иркутска. После падения монархии необходимость ехать дальше в ссылку отпала и Роберт поехал обратно в Петроград.
Здесь 18 ноября 1917 года состоялось венчание Роберта и его невесты Татьяны.

## Дальневосточный период
После свадьбы Роберт и Татьяна отправились в Омск по приглашению руководства местной церкви, с которым Роберт познакомился во время своего следования в ссылку. Более года Роберт служил помощником пресвитера в Омске, пока старший брат Вильгельм, перебравшийся в Америку, не пригласил его к себе. В 1919 году Роберт и Татьяна прибыли во Владивосток, где находилось американское консульство. Однако разрешение на въезд в США они не получили, как потенциальные коммунисты.
В этот период они познакомились со шведским пастором Эриком Олсоном, который только что прибыл из США, чтобы организовать в России миссионерскую работу. Олсон сумел заручиться поддержкой (в том числе и финансовой) небольшого баптистского церковного союза Swedish Baptist General Conference, который был создан шведскими эмигрантами в США. Это позволило Олсону организовать Шведско-Американское миссионерское общество (ШАМО), куда он пригласил работать Роберта, а также Николая Пейсти. Центр ШАМО находился во Владивостоке.
Вскоре Роберт был избран пресвитером маленькой и слабой Владивостокской общины баптистов. Благодаря его усилиям и в целом деятельности ШАМО община стала быстро расти и укрепляться. В городе появилось пять мест для богослужений, каждую неделю крестились 10-15 человек.
Издание журнала «Благовестник», начатое Робертом ещё в Омске, во Владивостоке стало регулярным. Помимо «Благовестника» издавалось ещё большое количество духовной литературы.
Однако все закончилось со вступлением во Владивосток красных и установления Советской власти в конце 1922 года. Секретарь губкома ВКПб Константин Пшеницын в секретном «Докладе о развитии сектантства в Приморье по состоянию на 15 марта 1925 г.» сообщал:
«В феврале месяце 1923 года через Губернский отдел народного образования были закрыты все баптистские издательства, библейский институт и миссионерские курсы, изъято большое количество религиозных журналов и литературы со складов издательства. Параллельно с этим через Комхоз были предприняты шаги по закрытию молитвенных домов. Против деятелей баптизма стали приниматься шаги, в результате чего из Совучреждений были удалены под разными предлогами служащие баптисты. Разъездные проповедники были взяты на учёт и всякая попытка выехать в губернию нами пресекалась. После примененных со стороны ГО ОГПУ репрессий, представитель Шведско-Американского общества баптистов Ольсон со своими сотрудниками уезжает, и Фетлер с рядом активных работников. Таким образом наша работа оказала известное влияние на ход дальнейшего развития баптизма».
В апреле 1923 года семья Фетлер перебралась в Харбин, где Роберт возглавил местную общину баптистов. Старший брат Роберта, Вильгельм, в это время был уже вернулся в Латвию из Америки в 1922 году. В конце 1924 года Роберт Андреевич и Татьяна Ивановна также переехали в Латвию.

## В Латвии
В 1925—1935 годах Роберт Андреевич служил пресвитером в Риге в латышской церкви баптистов при Доме Голгофа. В 1935 году его старший брат снова уехал в Америку. Вместе с ним уехал и русский пресвитер Храма Спасения, — церкви, построенной Фетлером-старшим. Таким образом русская баптистская община осталась без пресвитера, — его место и занял Роберт Андреевич, находясь в этой должности до 1936 года.

## Арест и смерть
14 июня 1941 года при вводе советских войск в Латвию вся семья была арестована.
Татьяну Ивановну Фетлера и троих дочерей погрузили в эшелон, где находились другие семьи высылаемых. Их отправили в Сибирь, в Красноярский край, где они вынужденно прожили много лет. Позднее Татьяна Ивановна узнала, что все трое мужчин в семье умерли в ГУЛАГе в 1941 (Роберт Андреевич и старший сын Борис) и 1943 (младший сын Юра) годах.
«После долгих лет изнурения в глуши Красноярского края, перенеся тяжелую утрату любимых и дорогих, на закате жизни, я снова в Риге, — вспоминала она. — Здесь пережито столько благословенных лет в кругу родных и близких братьев и сестер и не забыты страшные, горькие переживания в роковой день 14 июня 1941 года. Гнетущую тоску и горечь разлуки мы угашали в молитвенном общении перед всезнающим нашим Отцом Небесным, утешаясь надеждой на скорую встречу с ними там, в небесах».
Последние годы жизни Татьяны Ивановны Фетлер прошли в Риге. Она закончила свой земной путь 20 октября 1981 года, в возрасте 88 лет.